# Bùi Cường
Bùi Cường (23 tháng 4 năm 1945 – 3 tháng 8 năm 2018) là một nam diễn viên điện ảnh, đạo diễn điện ảnh người Việt Nam. Ông được biết đến với vai diễn Chí Phèo trong phim Làng Vũ Đại ngày ấy, ông được Nhà nước Việt Nam truy tặng danh hiệu Nghệ sĩ Nhân dân.

## Tiểu sử
Bùi Cường tên đầy đủ là Bùi Văn Cường, sinh ngày 23 tháng 4 năm 1945 tại Hà Nội. Ông tốt nghiệp Trường Trung cấp Kỹ thuật điện và từng làm việc tại Xí nghiệp điện Tam Quang. Sau đó ông nộp hồ sơ thi vào trường Đại học Sân khấu - Điện ảnh và trúng tuyển lớp diễn viên khóa II của trường. Cùng học với ông thời đó có: Đào Bá Sơn, Minh Châu, Quốc Trọng, Thanh Quý,... Trong đó Bùi Cường là học viên lớn tuổi nhất.
Bùi Cường qua đời vào ngày 3 tháng 8 năm 2018, sau thời gian điều trị bệnh tai biến mạch máu não, hưởng thọ 71 tuổi.

## Sự nghiệp
Năm 1982, Bùi Cường vào vai Chí Phèo trong bộ phim Làng Vũ Đại ngày ấy của đạo diễn Phạm Văn Khoa kết hợp ba truyện Sống mòn, Chí Phèo và Lão Hạc của nhà văn Nam Cao. Vai diễn này của ông gây nhiều ấn tượng với nhiều thế hệ khán giả và giúp ông đoạt Giải Bông Sen cho nam diễn viên chính xuất sắc tại Liên hoan phim Việt Nam lần thứ 6 năm 1983.
Sau thành công của vai diễn Chí Phèo, Bùi Cường tiếp tục ghi dấu ấn qua các bộ phim: Trần Tuấn trong phim Phút thứ 89, Trần Quân trong phim Kẻ giết người, Tám Dá trong Dòng sông vàng, Mộc trong phim Không có đường chân trời, Năm Hòa trong phim Biệt động Sài Gòn.
Một thời gian sau ông chuyển hướng với vai trò là đạo diễn, sản xuất. Phim điện ảnh đầu tay của ông là Người hùng râu quặp, thực hiện vào năm 1990. Năm 1996, ông tiếp tục tham gia phim truyện nhựa tâm lý Người đàn bà không con. Năm 2003, phim truyền hình Vị tướng tình báo và hai bà vợ của ông được đông đảo khán giả yêu thích, từng giành Huy chương Vàng tại Liên hoan phim Truyền hình toàn quốc.

## Tác phẩm
| Năm  | Tên phim                       | Vai diễn               | Đạo diễn               | Ghi chú |
| ---- | ------------------------------ | ---------------------- | ---------------------- | ------- |
| 1977 | Bức tường không xây            | Bí thư huyện ủy        | NSND Nguyễn Khắc Lợi   |         |
| 1979 | Những người đã gặp             | Khởi                   | NSND Trần Vũ           | [ b ]   |
| 1980 | Câu lạc bộ không tên           | Tiểu đội trưởng Quang  | NSND Nguyễn Khắc Lợi   |         |
| 1980 | Tội lỗi cuối cùng              |                        | NSND Trần Phương       |         |
| 1982 | Làng Vũ Đại ngày ấy            | Chí Phèo               | NSND Phạm Văn Khoa     |         |
| 1982 | Ngày ấy bên sông Lam           | Thới                   | NSƯT Nguyễn Ngọc Trung |         |
| 1982 | Phút 89                        | Trần Tuấn              | Quốc Long              |         |
| 1983 | Đường suối cạn                 | A Páo                  | Nguyễn Đỗ Ngọc         |         |
| 1984 | Vụ áp phe Đông Dương           | Chủ quán               | NSND Trần Đắc          |         |
| 1984 | Người chiến sĩ thầm lặng       | Võ Ấn                  | NSND Phạm Văn Khoa     |         |
| 1985 | Biệt động Sài Gòn              | Năm Hòa                | Long Vân               |         |
| 1986 | Ngày về                        | Tốn                    | Tự Huy                 |         |
| 1987 | Kẻ giết người                  | Trần Quân              | Hoài Linh              |         |
| 1988 | Thời hiện tại                  | Cao Bá Trượng          | NSND Trần Đắc          |         |
| 1989 | Dòng sông vàng                 | Tướng cướp Tám Dá      | Kiều Tuấn              |         |
| 1989 | Không có đường chân trời       | Mộc                    | NSND Nguyễn Khánh Dư   |         |
| 1991 | Ai chết cho người đẹp          | Giám đốc Đinh Văn Nhọt | NSƯT Lê Đức Tiến       |         |
| 1991 | Tôn Ngộ Không đến Việt Nam     | Sa Tăng                | Đỗ Minh Tuấn           |         |
| 1991 | Tráng sỉ Bồ Đề                 | Nhà sư                 | NSƯT Lê Mộng Hoàng     |         |
| 1991 | Mối tình sau song sắt          | Tư Hùng                | NSND Nguyễn Khắc Lợi   |         |
| 1996 | Người đàn bà không con         | (không)                | Bùi Cường              |         |
| 2003 | Vị tướng tình báo và hai bà vợ | (không)                | Bùi Cường              |         |

## Gia đình
Bùi Cường lập gia đình và có hai người con gái, vợ ông là công chức nhà nước đã nghỉ hưu bà mở tiệm áo dài để lo kinh tế gia đình.